# 奥田敦
奥田 敦（おくだ あつし、1960年 - ）は、日本の法学者。イスラム教徒であり、イスラーム法およびその関連諸領域を専門とする。中央大学博士（法学）。

## 経歴
- 1960年 - 神奈川県相模原市出身[1]
- 1979年 - 神奈川県立厚木高等学校卒業
- 1984年 - 中央大学法学部法律学科卒業
- 1986年 - 中央大学大学院法学研究科修士課程英米法専攻修了（法学修士）
- 1990年 - 中央大学大学院法学研究科博士後期課程民事法専攻退学
- 1990年 - 国際大学助手、国際大学中東研究所専任研究員
- 1993年〜1999年 - シリア国立アレッポ大学アラブ伝統科学研究所客員研究員
- 1999年〜2005年 - 慶應義塾大学総合政策学部助教授
- 2005年〜2017年(9月29日諭旨退職） - 慶應義塾大学総合政策学部教授、中央大学博士（法学）

## 不祥事
2017年、週刊新潮により女子大学生との不倫行為を報道された。。

## 著作

### 単著
- 『イスラームの人権――法における神と人』、慶應義塾大学出版会、2005年　ISBN 4-7664-1194-3

### 編著
- 『イスラームの豊かさを考える』、奥田敦・中田考編、丸善出版、2011年

### 翻訳
- ワーイル・ハッラーク『イジュティハードの門は閉じたのか――イスラーム法の歴史と理論』、慶應義塾大学出版会、2003年　ISBN 4-7664-1004-1
- マフムード・アル＝フサイニー『フサイニー師「イスラーム神学50の教理」タウヒード学入門』、慶応義塾大学出版会、2000年 ISBN 4-7664-0820-9